# Peter Lovell-Davis, Baron Lovell-Davis
Peter Lovell Lovell-Davis, Baron Lovell-Davis (Geburtsname: Peter Lovell Davis; * 8. Juli 1924; † 6. Januar 2001) war ein britischer Politiker der Labour Party, der 1974 als Life Peer aufgrund des Life Peerages Act 1958 Mitglied des House of Lords wurde. Lovell-Davis war maßgeblich an den erfolgreichen Wahlkampfkampagnen der Labour Party bei den Unterhauswahlen am 15. Oktober 1964, 31. März 1966 sowie 28. Februar 1974 beteiligt, die jeweils zur Bildung einer Labour-Regierung unter Premierminister Harold Wilson führten. Nach den Unterhauswahlen am 28. Februar 1974 übernahm er im Kabinett Wilson einen Juniorministerposten.

## Leben

### Studium und Zweiter Weltkrieg
Davis, Sohn eines Buchhalters, absolvierte nach dem Besuch der King Edward VI.-Grammar School in Stratford-upon-Avon eine Ausbildung am Coventry Technical College, an dem er dem Luftausbildungskorps (Air Training Corps) beitrat. 1943 begann er eine Offiziersausbildung bei der Royal Air Force (RAF), die auch ein einjähriges Studium am Jesus College der University of Oxford beinhaltete. In der Folgezeit erhielt er eine Ausbildung zum Piloten auf dem Jagdflugzeug Supermarine Spitfire und flog nach seiner Beförderung zum Hauptmann (Flight Lieutenant) Einsätze im Mittleren Osten. Eine danach vorgesehene Verwendung im Fernen Osten wurde nach der Kapitulation Japans am 2. September 1945 aufgehoben.
Nach Kriegsende nahm er 1947 sein Studium am Jesus College wieder auf und schloss einen Studiengang in Anglistik mit einem Master of Arts (M.A.) ab. Während des Studiums verfasste er Artikel für die Studierendenzeitschrift Isis und war auch deren Redakteur für Filmrezensionen. Im Anschluss arbeitete er als Journalist bei der Nachrichten- und Presseagentur Central Press in der Fleet Street und wurde deren Geschäftsführer, nachdem die in die Krise geratene Agentur von The Bristol Evening Post übernommen wurde.
Neben dieser Tätigkeit arbeitete er zwischen 1951 und 1971 als Mitglied der Press Gallery auch als Parlamentskorrespondent und berichtete zusammen mit Ian Waller, einem jungen Volontär von The Acton Gazette, der später politischer Korrespondent der Wochenzeitung The Sunday Telegraph wurde, aus dem House of Commons. In den folgenden Jahren leitete er mehrere Provinzzeitungen wie The Glasgow Evening News sowie The Bolton Evening News und auch Wallers wöchentlichen politischen Kommentare wurden weltweit vertrieben. Davis blieb bis 1970 Geschäftsführer von Central Press und wurde danach Vorsitzender von Features Syndicate sowie von Davis and Harrison Visual Productions.

### Wahlkampfmanager der Labour Party
Seine lange Zusammenarbeit mit Harold Wilson begann kurz nach den Unterhauswahlen vom 8. Oktober 1959. Er versuchte vergeblich Wilson, damals ein führendes Mitglied des Nationalen Exekutivkomitees der Labour Party, von der Wichtigkeit der Nutzung moderner Werbung und Marktforschung sowie der Macht des Fernsehens im Wahlkampf zu überzeugen. Wilsons Wahlkampfeinstellung war allerdings noch verwurzelt im Zeitalter öffentlicher Treffen und des Haustürwahlkampfs. Davis beharrte aber auf die modernen Methoden und überzeugte letztlich den Öffentlichkeitsstab des Nationalen Exekutivkomitees der Labour Party seiner Gruppe eine Chance zu geben.
Davis leitete zwischen 1962 und 1974 ein Arbeitskreis von Medienspezialisten, das die Labour Party in Fragen der Öffentlichkeitsarbeit beriet. Zu den anderen Arbeitskreismitgliedern gehörten der Werbemanager David Kingsley sowie David Lyons, ein Berater in Öffentlichkeitsarbeit. Der Arbeitskreis, der zum Schutz ihrer Identitäten in der Öffentlichkeit nur unter dem Codenamen „The Three Wise Men“ erschien, wählte den damals noch unbekannten Marketingforscher Bob Worcester, der später mit Ipsos MORI ein führendes Marketingforschungsinstitut gründete, aus, um regelmäßige Umfragen zur öffentlichen Meinung durchzuführen.
Wilson unterstützte letztlich die Vorschläge von Davis, so dass die Wahlkämpfe der Labour Party bei den Unterhauswahlen 1964 und 1966 die anspruchsvollsten und effektivsten aller Parteien war. Ein wichtiger Schlüssel für diesen Erfolg war, dass Davis auf klare politische Argumente verzichtete und stattdessen auf die Rolle einer sympathischen Professionalität, Beratung und Kenntnis bei der Umsetzung von Politik setzte. Während dieser Zeit hatte er nicht nur enge Verbindungen zu Wilson, sondern auch zu dessen langjähriger Privatsekretärin Marcia Williams, wenngleich er aber nicht zum sogenannten Küchenkabinett von Wilsons engsten Beratern gehörte.
Der Arbeitskreis wählte für die Unterhauswahl 1964 den Wahlkampfslogan Let’s Go With Labour (‚Lasst uns mit Labour gehen‘) sowie You Know Labour Government Works (‚Du weißt, dass die Labour-Regierung arbeitet‘) bei den Unterhauswahlen 1966. Beide Slogans fingen die nationale Stimmung ein: die Enttäuschung über die Regierungen der Conservative Party der Premierminister Harold Macmillan und Alec Douglas-Home sowie die Spannung, die Harold Wilson mit seinem Ruf zur Nutzung der „weißen Hitze der Technologie“ (‚white heat of technology‘) für die Regierung hervorrief.
Bei den Unterhauswahlen vom 18. Juni 1970 erlitt Wilsons Labour-Regierung eine Niederlage, da der Premierminister den Ratschlag des Arbeitskreises ignorierte, die Wahlen erst im Herbst abzuhalten, da sich die im Frühsommer 1970 in der Bevölkerung vorhandene kritische Stimmung gegen die Labour-Regierung bis zum Herbst möglicherweise ändern könnte. Wilson legte den Wahltermin auf den 18. Juni 1970 fest, mit der Folge, dass die konservativen Tories mit ihrem Slogan Make Britain Great Again mit einer Mehrheit von 31 Mandaten im House of Commons gewannen und mit Edward Heath den Premierminister stellen konnten.

### Oberhausmitglied und Juniorminister
Bei den Unterhauswahlen am 28. Februar 1974 konnte die Labour Party knapp mit 301 Sitzen vor der Conservative Party entscheiden, die auf 297 Mandate kam. Daraufhin wurde Harold Wilson erneut Premierminister.
Kurz darauf wurde Davis auf Vorschlag von Premierminister Wilson durch ein Letters Patent vom 26. Juni 1974 als Life Peer mit dem Titel Baron Lovell-Davis, of Highgate in the County of Greater London in den Adelsstand erhoben und gehörte fortan dem House of Lords bis zu seinem Tod als Mitglied an. Zugleich übernahm er zu Beginn seiner Oberhauszugehörigkeit die Funktion eines Lord-in-Waiting an.
Im Juni 1975 wurde er in der Regierung Wilson zum Parlamentarischen Unterstaatssekretär im Energieministerium (Parliamentary Under-Secretary for Energy) ernannt und bekleidete diese Funktion, bis er im April 1976 mit einigen anderen Unterstützern Wilsons nach dem Amtsantritt des neuen Premierministers James Callaghan entlassen wurde. In dieser Zeit förderte er als einer der engsten Mitarbeiter von Energieminister (Secretary of State for Energy) Tony Benn eine unter dem Motto „Spare Es - Schalte Aus“ (‚Save It - Switch Off‘) stehende Energieeinsparkampagne.
In der Folgezeit war Baron Lovell-Davis zwischen 1976 und 1984 Vorstandsmitglied der Entwicklungshilfeorganisation Commonwealth Development Corporation (CDC) und engagierte sich darüber hinaus als Vorsitzender der Lenkungsgruppe für Kindespflege im Komitee des National Health Service (NHS) für den Jugendschutz.
Darüber hinaus übernahm er auch Funktionen in der Wirtschaft und war unter anderem von 1983 bis 1990 Vorsitzender für Lizenzdienste des Kleidermodeunternehmens Lee Cooper sowie zeitgleich zwischen 1986 und 1999 von Pettifor, Morrow and Associates. Ferner fungierte er seit 1980 als Trustee des Akademischen Zentrums des Whittingham Hospital bei Preston sowie zwischen 1985 und 1998 als Trustee des Museums für den Londoner Hafen und Docklands.